# Oriini Kaipara
Oriini Kaipara (* 25. Oktober 1983 in Whakatāne) ist eine neuseeländische Moderatorin, Journalistin und Übersetzerin und Dolmetscherin für te reo Māori. Im Jahr 2019 war sie die erste Person, die Mainstream-Fernsehnachrichten mit einem moko kauae tā moko (ein māorisches Tattoo) präsentierte, dies erlangte weltweit Aufsehen.

## Leben
Kaipara wurde in Whakatāne geboren im Jahr 1983. Sie besuchte die Kura Kaupapa Māori und ging dann an die South Seas Film and Television School im Jahr 2002. Kaipara ist Moderatorin der TVNZ 1-Sendung 1 News at Midday und der Nachrichtensendung Te Karere und hat zuvor für Māori Television und Mai FM gearbeitet. 2018 gewann sie den Voyager Best Māori Affairs Reporter für ihre Arbeit bei Native Affairs.